# Luigi Maria Burruano
Luigi Maria Burruano, detto Gigi (Palermo, 20 ottobre 1948 – Palermo, 10 settembre 2017), è stato un attore italiano.

## Biografia

### Attore teatrale
Nato a Palermo da una famiglia borghese, all'inizio degli anni settanta ha cominciato a recitare, dedicandosi al cabaret e al teatro dialettale in lingua siciliana. A metà degli anni settanta ha ottenuto un buon successo di pubblico: particolare scalpore ha fatto lo spettacolo da lui interpretato, La coltellata. Dalla protagonista Aurora Quattrocchi, una volta divenuta sua moglie, ha avuto la figlia Gelsomina. Proprio a teatro Burruano ha scoperto e portato alla ribalta Tony Sperandeo e Giovanni Alamia, un duo di attori-musicisti del quartiere popolare Boscogrande. La sua carriera teatrale lo ha portato sui palcoscenici di teatri stabili di Catania, Roma, Trieste e Prato.

### Attore cinematografico e televisivo
Burruano ha esordito nel cinema nel 1970, ne L'amore coniugale di Dacia Maraini. Il teatro è rimasto tuttavia la sua occupazione principale fino al 1983, quando ha interpretato un carabiniere nel film Questo e quello di Sergio Corbucci e poi due anni dopo con una piccola parte in Pizza Connection di Damiano Damiani. Poi, un'altra pausa - interrotta da parti minori nel dittico di Marco Risi Mery per sempre (1989) e Ragazzi fuori (1990) - fino al 1992, quando con Nel continente nero, ancora di Marco Risi ha fatto ritorno al cinema per farne la sua attività principale. Il successo per Burruano è arrivato però quattro anni dopo con la partecipazione alla serie televisiva La piovra 8 - Lo scandalo, diretta da Giacomo Battiato.
È lo zio dell'attore Luigi Lo Cascio, con cui ha girato il film I cento passi (2000) di Marco Tullio Giordana, in cui i due interpretano rispettivamente Luigi Impastato e il figlio Peppino, ruolo per il quale Lo Cascio fu segnalato a Giordana proprio da Burruano: tale interpretazione gli ha valso l'anno successivo la candidatura al Nastro d'argento. Sempre nello stesso anno lo si vede tra i protagonisti della miniserie L'attentatuni - Il grande attentato, dove interpreta il ruolo di Leoluca Barone (ispirato al personaggio del noto boss mafioso Leoluca Bagarella).
Tra gli altri film da lui interpretati, La discesa di Aclà a Floristella di Aurelio Grimaldi (1992), L'uomo delle stelle di Giuseppe Tornatore (1995), Nowhere di Luis Sepúlveda (2002), Liberi di Gianluca Maria Tavarelli (2003), Il ritorno di Cagliostro di Ciprì e Maresco (2003), Te lo leggo negli occhi di Valia Santella (2004), Miracolo a Palermo! di Beppe Cino (2005), Quo vadis, baby? di Gabriele Salvatores (2005) ed Eccezzziunale veramente - Capitolo secondo... me di Carlo Vanzina (2006).
Nel 2006 ottiene una notevole popolarità con le fiction L'onore e il rispetto di Salvatore Samperi e Raccontami, dove recita insieme a Massimo Ghini. Nel novembre 2007 esce nelle sale cinematografiche il film Milano Palermo - Il ritorno, dove recita con Raoul Bova e Giancarlo Giannini, diretto da Claudio Fragasso. Nel 2008 recita ne Il sangue dei vinti di Michele Soavi, per poi tornare ad essere diretto da Tornatore in Baarìa (2009) e da Fragasso in Le ultime 56 ore (2010), al fianco di Gianmarco Tognazzi e Luca Lionello. Nel 2012 interpreta il ruolo dell'avvocato Scalici ne La città ideale, film di esordio alla regia di Luigi Lo Cascio.

### La morte
Burruano è morto nel sonno il 10 settembre 2017 nella sua casa nel quartiere Uditore di Palermo: aveva 68 anni ed era malato da tempo.

### Vicende giudiziarie
Il 4 settembre del 2006 Burruano è stato arrestato con l'accusa di "tentato omicidio". Dopo aver accoltellato l'ex genero Fabio Guida, colpevole, secondo Burruano, di esasperare la moglie e di non pagare gli alimenti ai tre figli, è stato arrestato dalle forze dell'ordine mentre beveva una birra al bar, ottenendo undici giorni dopo gli arresti domiciliari. Successivamente l'attore ha patteggiato una pena di sedici mesi, ma la vicenda ha comunque avuto l'effetto di facilitare la riconciliazione familiare tra Guida e la moglie Gelsomina Burruano.

## Filmografia

Luigi Maria Burruano (al centro) ne I cento passi (2000) di Marco Tullio Giordana

### Cinema
- L'amore coniugale, regia di Dacia Maraini (1970)
- Questo e quello, regia di Sergio Corbucci (1983)
- Pizza Connection, regia di Damiano Damiani (1985)
- Mery per sempre, regia di Marco Risi (1989)
- Ragazzi fuori, regia di Marco Risi (1990)
- Nel continente nero, regia di Marco Risi (1992)
- La discesa di Aclà a Floristella, regia di Aurelio Grimaldi (1992)
- La scorta, regia di Ricky Tognazzi (1993)
- Quattro bravi ragazzi, regia di Claudio Camarca (1993)
- Le buttane, regia di Aurelio Grimaldi (1994)
- S.P.Q.R. - 2000 e ½ anni fa, regia di Carlo Vanzina (1994)
- L'uomo delle stelle, regia di Giuseppe Tornatore (1995)
- Italiani, regia di Maurizio Ponzi (1996)
- Luna e l'altra, regia di Maurizio Nichetti (1996)
- Il figlio di Bakunìn, regia di Gianfranco Cabiddu (1997)
- La fame e la sete, regia di Antonio Albanese (1999)
- Amore a prima vista, regia di Vincenzo Salemme (1999)
- Oltremare - Non è l'America, regia di Nello Correale (1999)
- I cento passi, regia di Marco Tullio Giordana (2000)
- E adesso sesso, regia di Carlo Vanzina (2001)
- Benzina, regia di Monica Stambrini (2001)
- Nowhere, regia di Luis Sepúlveda (2002)
- Nati stanchi, regia di Dominick Tambasco (2002)
- Ginostra, regia di Manuel Pradal (2002)
- Il trasformista, regia di Luca Barbareschi (2002)
- Cuore scatenato, regia di Gianluca Sodaro (2003)
- Liberi, regia di Gianluca Maria Tavarelli (2003)
- Il ritorno di Cagliostro, regia di Ciprì e Maresco (2003)
- Concorso di colpa, regia di Claudio Fragasso (2004)
- Te lo leggo negli occhi, regia di Valia Santella (2004)
- Miracolo a Palermo!, regia di Beppe Cino (2005)
- Quo vadis, baby?, regia di Gabriele Salvatores (2005)
- ...e se domani, regia di Giovanni La Parola (2005)
- Tre giorni d'anarchia, regia di Vito Zagarrio (2005)
- Eccezzziunale veramente - Capitolo secondo... me, regia di Carlo Vanzina (2006)
- Baciami piccina, regia di Roberto Cimpanelli (2006)
- La fine del mare, regia di Nora Hoppe (2007)
- Milano Palermo - Il ritorno, regia di Claudio Fragasso (2007)
- Il sangue dei vinti, regia di Michele Soavi (2008)
- Pochi giorni per capire, regia di Carlo Fusco (2009)
- Baarìa, regia di Giuseppe Tornatore (2009)
- Napoli Napoli Napoli, regia di Abel Ferrara (2009)
- Le ultime 56 ore, regia di Claudio Fragasso (2010)
- Qualunquemente, regia di Giulio Manfredonia (2011)
- Il viaggio di Malombra, regia di Rino Marino (2012)
- Vento di Sicilia, regia di Carlo Fusco (2012)
- La città ideale, regia di Luigi Lo Cascio (2012)
- Pagate Fratelli, regia di Salvo Bonaffini (2012)
- Tutto tutto niente niente, regia di Giulio Manfredonia (2012)
- La madre, regia di Angelo Maresca (2013)
- Un santo senza parole, regia di Tony Gangitano (2015)
- The Wait, regia di Tiziana Bosco (2016)
- Quel bravo ragazzo, regia di Enrico Lando (2016)

### Televisione
- Rinaldo in campo, regia di Pietro Garinei – film TV (1989)
- Il ricatto, regia di Tonino Valerii, Ruggero Deodato e Vittorio De Sisti – miniserie TV (1989)
- Un uomo di rispetto, regia di Damiano Damiani – miniserie TV (1993)
- La piovra 8 - Lo scandalo, regia di Giacomo Battiato – miniserie TV (1997)
- Sotto la luna, regia di Franco Bernini – film TV (1998)
- I giudici - Excellent Cadavers, regia di Ricky Tognazzi – film TV (1999)
- Operazione Odissea, regia di Claudio Fragasso – miniserie TV (1999)
- Incantesimo 4, regia di Alessandro Cane e Leandro Castellani – serial TV (2001)
- Turbo – serie TV, 4 episodi (2001)
- Il commissario Montalbano – serie TV, 1 episodio (2001)
- L'attentatuni - Il grande attentato, regia di Claudio Bonivento – miniserie TV (2001)
- Sant'Antonio di Padova, regia di Umberto Marino – film TV (2002)
- Camera Café – serie TV, 1 episodio (2003)
- Un caso di coscienza – serie TV, 1 episodio (2003)
- Blindati, regia di Claudio Fragasso – miniserie TV (2003)
- Salvo D'Acquisto, regia di Alberto Sironi – miniserie TV (2003)
- Il maresciallo Rocca – serie TV, 1 episodio (2003)
- Distretto di Polizia – serie TV, episodio 4x20 (2003)
- Paolo Borsellino, regia di Gianluca Maria Tavarelli – miniserie TV (2004)
- Mio figlio, regia di Luciano Odorisio – miniserie TV (2005)
- R.I.S. - Delitti imperfetti – serie TV, episodi 1x05-1x06 (2005)
- Il bell'Antonio, regia di Maurizio Zaccaro – miniserie TV (2005)
- Nebbie e delitti – serie TV, 1 episodio (2005)
- La luna e il lago, regia di Andrea Porporati – film TV (2006)
- 48 ore – serie TV, 12 episodi (2006)
- Raccontami – serie TV, 6 episodi (2007)
- Il giudice Mastrangelo – serie TV, 7 episodi (2005-2007)
- L'onore e il rispetto – serie TV, 6 episodi (2006-2009)
- Io e mio figlio - Nuove storie per il commissario Vivaldi – serie TV, 6 episodi (2010)
- Il segreto dell'acqua – serie TV, 6 episodi (2011)
- Sangue caldo, regia di Luigi Parisi e Alessio Inturri – miniserie TV (2011)
- Vi perdono ma inginocchiatevi, regia di Claudio Bonivento – film TV (2012)
- Baciamo le mani - Palermo New York 1958 – serie TV, 4 episodi (2013)
- L'assalto, regia di Ricky Tognazzi – film TV (2014)
- Furore – serie TV, 5 episodi (2014)
- Squadra antimafia 6 – serie TV, 4 episodi (2014) - ruolo: Salvo Basile
- Boris Giuliano - Un poliziotto a Palermo, regia di Ricky Tognazzi – miniserie TV (2016)
- Liberi sognatori, regia di Michele Alhaique – film TV (2018) - postumo

## Teatro
- I giganti della montagna
- Coriolano
- La saga del signore della nave
- Il giardino di inverno
- La coltellata
- Pulcinella
- Studio per una finestra
- Ohi Bambulè!
- L'aquila deve volare
- Rudens
- Sticus
- Palermo, oh cara
- Virticchio e la peste a Palermo
- Paracqua
- Come fratelli

## Riconoscimenti
- Ciak d'oro
  - 2001 – Migliore attore non protagonista per I cento passi[5]

## Doppiatori italiani
- Giorgio Lopez in Questo e quello